# Sue Mappin
Sue Mappin (née le 7 novembre 1947 à Sheffield, Angleterre) est une joueuse de tennis britannique, professionnelle dans les années 1970.

## Palmarès (partiel)

### Finales en simple dames
| No | Date       | Nom et lieu du tournoi                     | Catégorie | Surface      | Vainqueure    | Score    |          |
| -- | ---------- | ------------------------------------------ | --------- | ------------ | ------------- | -------- | -------- |
| 1  | 27-05-1974 | Rothmans Surrey GC Championships, Surbiton |           | Gazon (ext.) | Sue Barker    | 6-2, 7-5 | Parcours |
| 2  | 08-07-1974 | Green Shield Welsh Championships, Newport  |           | Gazon (ext.) | Julie Heldman | 6-3, 6-4 | Parcours |

### Titres en double dames
| No | Date       | Nom et lieu du tournoi                         | Catégorie | Dotation | Surface         | Partenaire     | Finalistes                        | Score         |          |
| -- | ---------- | ---------------------------------------------- | --------- | -------- | --------------- | -------------- | --------------------------------- | ------------- | -------- |
| 1  | 27-05-1974 | Rothmans Surrey GC Championships Surbiton      |           | NC       | Gazon (ext.)    | Lesley Charles | Sue Barker Kate Latham            | 6-1, 6-0      | Parcours |
| 2  | 08-07-1974 | Green Shield Welsh Championships Newport       |           | NC       | Gazon (ext.)    | Lesley Charles | Julie Heldman Paulina Peisachov   | 5-0, ab.      | Parcours |
| 3  | 18-08-1974 | Virginia Slims of Newport Newport (RI)         |           | 30 000 $ | Gazon (ext.)    | Lesley Charles | Gail Sherriff Julie Heldman       | 6-2, 7-5      | Parcours |
| 4  | 07-10-1974 | Melia Trophy Madrid                            |           | NC       | Terre (ext.)    | Lesley Charles | Kora Schediwy Helga Masthoff      | 6-2, ab.      |          |
| 5  | 28-10-1974 | Dewar Cup of Cardiff Cardiff                   | Dewar Cup | NC       | Moquette (int.) | Lesley Charles | Jackie Fayter-Hough Joyce Barclay | 3-6, 6-2, 6-2 | Parcours |
| 6  | 12-05-1975 | Coca-Cola British HC Championships Bournemouth |           | NC       | Terre (ext.)    | Lesley Charles | Linky Boshoff Greer Stevens       | 6-3, 6-3      | Parcours |
| 7  | 23-01-1978 | Avon Futures of Columbus Columbus (OH)         | Futures   | 20 000 $ | Moquette (int.) | Ann Kiyomura   | Paulina Peisachov Renée Richards  | 6-2, 6-4      | Parcours |

### Finales en double dames
| No | Date       | Nom et lieu du tournoi                         | Catégorie | Surface         | Vainqueures                | Partenaire     | Score         |          |
| -- | ---------- | ---------------------------------------------- | --------- | --------------- | -------------------------- | -------------- | ------------- | -------- |
| 1  | 11-11-1974 | Dewar Cup Final Londres                        | Dewar Cup | Moquette (int.) | Virginia Wade Sharon Walsh | Lesley Charles | 6-2, 6-7, 6-2 | Parcours |
| 2  | 10-05-1976 | Coca-Cola British HC Championships Bournemouth |           | Terre (ext.)    | Linky Boshoff Ilana Kloss  | Lesley Charles | 6-3, 6-2      | Parcours |

## Parcours en Grand Chelem (partiel)

### En simple dames
| Année | Open d'Australie (janvier) | Open d'Australie (janvier) | Internationaux de France | Internationaux de France | Wimbledon       | Wimbledon      | US Open         | US Open        | Open d'Australie (décembre) | Open d'Australie (décembre) |
| ----- | -------------------------- | -------------------------- | ------------------------ | ------------------------ | --------------- | -------------- | --------------- | -------------- | --------------------------- | --------------------------- |
| 1972  | -                          | -                          | -                        | -                        | 1er tour (1/64) | Sonja Pachta   | -               | -              | n/a                         | n/a                         |
| 1973  | -                          | -                          | -                        | -                        | 2e tour (1/32)  | Rosie Casals   | -               | -              | n/a                         | n/a                         |
| 1974  | -                          | -                          | -                        | -                        | 2e tour (1/32)  | Mima Jaušovec  | 3e tour (1/8)   | Lesley Hunt    | n/a                         | n/a                         |
| 1975  | 2e tour (1/16)             | Margaret Smith             | 1er tour (1/32)          | M. Rodríguez             | 2e tour (1/32)  | M. Navrátilová | 1er tour (1/32) | M. Navrátilová | n/a                         | n/a                         |
| 1976  | -                          | -                          | -                        | -                        | 2e tour (1/32)  | Virginia Wade  | -               | -              | n/a                         | n/a                         |
| 1977  | -                          | -                          | 3e tour (1/8)            | Linky Boshoff            | 1er tour (1/64) | Joanne Russell | 1er tour (1/64) | Diane Evers    | -                           | -                           |
| 1978  | n/a                        | n/a                        | -                        | -                        | 2e tour (1/32)  | Wendy Turnbull | -               | -              | -                           | -                           |

À droite du résultat, l’ultime adversaire.

### En double dames
| Année | Championnat d'Australie Open d'Australie (janvier) | Championnat d'Australie Open d'Australie (janvier) | Internationaux de France | Internationaux de France | Wimbledon                   | Wimbledon                 | US National US Open        | US National US Open       | Championnat d'Australie Open d'Australie (décembre) | Championnat d'Australie Open d'Australie (décembre) |
| ----- | -------------------------------------------------- | -------------------------------------------------- | ------------------------ | ------------------------ | --------------------------- | ------------------------- | -------------------------- | ------------------------- | --------------------------------------------------- | --------------------------------------------------- |
| 1967  | -                                                  | -                                                  | -                        | -                        | 1er tour (1/32) E. James    | Helen Gourlay Jan Lehane  | -                          | -                         | n/a                                                 | n/a                                                 |
| 1973  | -                                                  | -                                                  | -                        | -                        | 2e tour (1/16) W. Slaughter | Monica Giorgi D. Marzano  | -                          | -                         | n/a                                                 | n/a                                                 |
| 1974  | -                                                  | -                                                  | -                        | -                        | 1/4 de finale L. Charles    | Chris Evert Olga Morozova | 2e tour (1/8) L. Charles   | E. Goolagong Peggy Michel | n/a                                                 | n/a                                                 |
| 1975  | 1/4 de finale L. Charles                           | Helen Gourlay Kerry Harris                         | 2e tour (1/8) L. Charles | D. Fromholtz R. Giscafré | 3e tour (1/8) L. Charles    | F. Dürr Betty Stöve       | 2e tour (1/8) L. Charles   | Chris Evert Navrátilová   | n/a                                                 | n/a                                                 |
| 1976  | -                                                  | -                                                  | -                        | -                        | 1/2 finale L. Charles       | B. J. King Betty Stöve    | -                          | -                         | n/a                                                 | n/a                                                 |
| 1977  | -                                                  | -                                                  | 1/2 finale L. Charles    | Rayni Fox Helen Cawley   | 1/2 finale L. Charles       | Helen Cawley J. Russell   | 1/4 de finale L. Charles   | R. Richards B. Stuart     | -                                                   | -                                                   |
| 1978  | n/a                                                | n/a                                                | -                        | -                        | 3e tour (1/8) Ann Kiyomura  | Kerry Reid W. Turnbull    | 3e tour (1/8) Ann Kiyomura | Tracy Austin Kathy May    | -                                                   | -                                                   |

Sous le résultat, la partenaire ; à droite, l’ultime équipe adverse.

### En double mixte
| Année | Open d'Australie (janvier) | Open d'Australie (janvier) | Internationaux de France | Internationaux de France | Wimbledon                     | Wimbledon                  | US Open | US Open | Open d'Australie (décembre) | Open d'Australie (décembre) |
| ----- | -------------------------- | -------------------------- | ------------------------ | ------------------------ | ----------------------------- | -------------------------- | ------- | ------- | --------------------------- | --------------------------- |
| 1973  | n/a                        | n/a                        | -                        | -                        | 2e tour (1/32) John Clifton   | Sonja Pachta Peter Pokorny | -       | -       | n/a                         | n/a                         |
| 1974  | n/a                        | n/a                        | -                        | -                        | 3e tour (1/16) C. Dowdeswell  | L. Charles Mark Farrell    | -       | -       | n/a                         | n/a                         |
| 1976  | n/a                        | n/a                        | -                        | -                        | 1er tour (1/32) Richard Lewis | L. Blachford John Marks    | -       | -       | n/a                         | n/a                         |
| 1977  | n/a                        | n/a                        | -                        | -                        | 1er tour (1/32) Richard Lewis | Virginia Wade Ray Ruffels  | -       | -       | n/a                         | n/a                         |

Sous le résultat, le partenaire ; à droite, l’ultime équipe adverse.